# Список животных Средиземья
Здесь приведён список всех вымышленных животных, которые были упомянуты в произведениях Дж. Р. Р. Толкина о Средиземье. Случаи, когда животное представляет собой Майа в образе животного, выделены отдельно.
На квенья, эльфийском языке, разработанном Толкином, общее слово, обозначающее животных (в отличие от растений) звучит как «келвар» (кв. kelvar).

## Виды

### Быки Оромэ
Быки́ О́ромэ (англ. Kine of Araw) — белые быки, жившие у внутреннего моря Рун. Были названы так людьми Гондора, ассоциировавшими их с Вала Оромэ (кв. Oromë), иначе Арау (синд. Araw), «охотником Валар». Ворондил Охотник сделал охотничий рог из рога одного из этих быков, и он стал фамильной реликвией рода Правителей-Наместников Гондора. В конце концов этот рог попал к Боромиру и был разрублен надвое, когда Боромир пал в битве с орками у Парт Галена.
Быков Оромэ часто сравнивают с турами.

### Варги
Ва́рги (англ. Wargs) — вид волков, отличавшихся особенной злобностью и часто являвшихся союзниками орков. Толкин позаимствовал название от древнескандинавского слова, означающего «волк». Иногда называются «волками-оборотнями» или «волколаками». Упоминание о варгах встречается в «Песни Лейтиан», «Хоббите» и «Братстве Кольца».

### Гигантские орлы
Раса орлов огромных размеров, обитавшая в горах Криссаэгрим, а после затопления Белерианда — на неприступных вершинах Мглистых гор в Средиземье. Считалось, что они посылались в Средиземье и Нуменор Манвэ. Толкин в различных источниках предполагал, что эти орлы были либо Майар, либо просто высокоразумными птицами.

### Гигантские пауки
В «Хоббите» описана колония разумных и огромных по размеру пауков, живших в северо-восточной части Лихолесья в конце Третьей Эпохи. Эльфы из королевства Трандуила безуспешно пытались их истребить. В ходе событий, описанных в книге, 12 гномов из отряда Торина были пойманы пауками, опутаны паутиной и подвешены на одной длинной ветке, однако Бильбо Бэггинсу удалось освободить их всех с помощью его меча-Жала, волшебного кольца и смекалки.
Во «Властелине Колец» в дополнение к этому говорится, что эти пауки были порождены Шелоб, которая, в свою очередь, происходила от Унголиант, и населяли также и южную часть Лихолесья. Также предполагается, что эти пауки завелись в тех местах примерно в то время, когда на Лихолесье упала тень Некроманта (Саурона), примерно в 1050 году Т. Э..

### Киринки
Кири́нки (кв. Kirinki) — один из многочисленных видов птиц Нуменора, неизвестных в Средиземье. Про киринки говорилось, что они были меньше крапивника и обладали «свистящим голосом, еле слышным человеческим ухом».

### Кребайн
Кре́байн (синд. Crebain) — вид больших ворон, населявших Дунланд в Третью Эпоху. Часто использовались как слуги и шпионы сил тьмы, в частности, Саруманом (в этом ему помогал Радагаст, хотя сам Радагаст ничего не знал о предательстве Сарумана и верил, что он будет использовать их для слежки за Сауроном). В ходе Войны Кольца стая кребайн была отправлена на поиски хранителя Кольца.
Слово «кребайн» (вороны) выглядит как обычное множественное число от синдаринского «крабан» (ворона).

### Меарас
Ме́арас (англ. Mearas), ед.ч. ме́арх (англ. mearh) — порода диких лошадей, живших на севере Средиземья. Их продолжительность жизни была равна людской, разум и сила были совершенно исключительными. Они превосходили обычных лошадей в той же степени, что эльфы — людей.
Меарас происходили от Феларофа, который был приручен первым королём Рохана, Эорлом Юным, а, возможно, в более дальней перспективе — от Нахара, коня Оромэ. Во все времена они служили только королю и принцам Рохана. Однако во время Войны Кольца дружба Гэндальфа Серого со Сполохом, владыкой меарас, привела к тому, что Сполох позволил Гэндальфу и ездить на себе верхом в конце Третьей Эпохи.

### Мумакил
Мумаки́л (англ. Mûmakil), ед. ч. мума́к (англ. mûmak) — животные из Харада, напоминавшие слонов. Термины «мумак» и «мумакил» употреблялись людьми Гондора. В хоббитском фольклоре эти создания именовались «олифантами» (англ. Oliphaunts). В некоторых переводах название читается как мамун, сближая их с мамонтами.
Эти животные во «Властелине Колец» впервые описаны в «Двух крепостях». Сэмуайз Гэмджи выказывал огромное желание увидеть одного из них и рассказывал о хоббитской традиции описывать мумакил «большими, как дом» (см. ниже). Позже Сэм действительно увидел одного мумака, по размерам напоминавшего «движущийся холм». Толкин пишет о том, что «страх и удивление» Сэма могли ещё более увеличить животное в его глазах.
Используемые как вьючные животные жителями Харада, харадрим, мумакил также использовались в битвах в войнах Третьей Эпохи. В Войне Кольца они использовались войсками в Итилиэне и в битве на Пеленнорских полях, во многом в таком же качестве, как и слоны реального мира. В битвах они несли башнеподобные сооружения (соответствующие башенкам-хауда у боевых слонов Индии), в которых находились лучники-харадрим. У мумакил кожа была очень толстой, что делало её практически непроницаемой, а самого мумака — почти неуязвимым для стрел. Единственным способом убить его был меткий выстрел в глаз. Также (как и в случае с настоящими слонами) лошади, не принадлежавшие самим харадрим, отказывались приближаться к мумакам, что делало их также эффективными против вражеской кавалерии. Толкин писал о том, что мумаки, подобные этому, уже не водятся и так измельчали, что 

… их родичи, живущие в наше время, являются лишь тенью их размера и величия.— Толкин, Дж. Р. Р. Властелин Колец. Том II «Две крепости», книга IV, глава 4 «О травах и тушёном кролике»
«Олифаунт» — также заголовок короткого комического стихотворения о мумаке, процитированного Сэмом и базировавшегося на традиционном ширском фольклоре, посвященном животным. Стихотворение включено в «Две крепости» и «Приключения Тома Бомбадила».

### Черви-оборотни
Черви-оборотни (англ. Were-worms) — ужасные чудовища, обитающие, как гласят сказания хоббитов, в пустынях далеко к востоку от Шира. Хоббитам черви напоминали существ, живших под землёй при войнах в Белерианде. В ранних черновиках «Хоббита» Толкин ассоциировал червей-оборотней с пустыней Гоби.
В романе «Властелин колец: Две крепости» Гэндальф при воспоминаниях о том, что с ним стало после противостояния с балрогом и падения с моста в Мории, упоминает виденных им в глубинах земли существ, «грызущих основание мира».

#### В адаптациях
В экранизации повести «Хоббит: Битва пяти воинств» черви-оборотни помогают армии Азога незаметно добраться до Эребора, прорывая гигантские проходы в земле. Гэндальф сразу понимает, что это за существа, как только они появляются. Азог же называет этих чудовищ «великими землеедами».

## Индивидуальные животные

### Аррох
Арро́х (синд. Arroch) — конь, на котором Хурин, владыка Дор-Ломина, уехал на битву Нирнаэт Арноэдиад. Ни конь, ни наездник не вернулись назад, и Морвен, жена Хурина, 

…прислушивалась бессонными ночами, мечтая услышать его шаги, или просыпалась, думая, что слышит ржание Арроха, его коня, во дворе дома.— Дж. Р. Р. Толкин. Неоконченные сказания: Нарн и-Хин Хурин (Сказание о детях Хурина), «Отъезд Турина»
В переводе с синдарина — «королевский конь».

### Асфалот
Асфалот (синд. Asfaloth) — белый конь Глорфиндела в событиях конца Третьей эпохи Средиземья. В переводе с синдарина на английский его имя означает sunlight foam (буквально «пена солнечного света»), от as- — «солнечный» и faloth- — «пена» соответственно.

— Ты сядешь на моего коня, — сказал Глорфиндел, — я подтяну стремена к самому седлу, а ты держись крепче и не бойся: мой конь не сбросит седока, которого я прикажу ему везти. Он скачет легко и плавно, а если нагрянет опасность, он унесёт тебя так быстро, что даже чёрные кони врагов не догонят.— Толкин, Дж. Р. Р. «Властелин Колец», том I «Братство Кольца», книга I, глава 12 «Бегство к броду»
Глорфиндел ездил верхом на Асфалоте в поисках Арагорна и хоббитов, направлявшихся в Ривенделл. После их радостной встречи и последующего нападения Чёрных Всадников, Глорфиндел спе́шился и усадил Фродо на коня, что позволило хоббиту добраться до брода через Бруинен (англ. Ford of Bruinen) и спасти Кольцо Всевластья.

— Скачи, скачи! — закричал Глорфиндел, а затем громко и чётко сказал коню по-эльфийски: — Норо лим, норо лим, Асфалот!— Толкин, Дж. Р. Р. «Властелин Колец», том I «Братство Кольца», книга I, глава 12 «Бегство к броду»
Асфалот был необыкновенно быстрым конём, превосходившим в скорости даже лошадей назгулов, благодаря чему он опередил преследователей и первым достиг переправы с драгоценной ношей.
Несмотря на то, что в описании Асфалота в тексте «Властелина Колец» упоминаются уздечка и упряжь, Толкин в одном из писем (от 14 октября 1958 года) к поклонникам признался, что воспользовался этими словами по небрежности и оплошности.

Конь Глорфиндела должен был носить декоративное оголовье, увенчанное пером, с ремешками, украшенными самоцветами и крошечными колокольчиками; но удилами Глорфиндел, конечно же, пользоваться бы не стал.— Карпентер, Хамфри. Дж. Р. Р. Толкин. Письма. — Эксмо, 2004. — С. 576. — ISBN 5-699-05080-9. (письмо № 211)
Глава, где упоминается упряжь, была написана очень рано, тогда Толкин ещё не продумал до конца, как у эльфов было принято обращаться с лошадьми.
В киноверсии «Братства Кольца» режиссёра Питера Джексона Асфалот — это конь Арвен, и она, вместе с раненым Фродо, скачет на нём через брод, спасаясь от Чёрных Всадников.

### Водный Страж
Водный Страж (англ. Watcher in the Water, также назывался просто Стражем (англ. The Watcher)) — загадочное существо, обитавшее в зловещем озере у западных Врат Мории. По легенде, Водный Страж появился там после того, как была запружена река Сираннон, протекавшая там. Первый раз он был замечен отрядом гномов Балина за примерно тридцать лет до действия, описанного в «Братстве Кольца». Происхождение Водного Стража не описано в работах Толкина, но его комментаторы сравнивали его с кальмаром, легендарным Кракеном и даже драконами. В фильме Питера Джексона Водный Страж действительно напоминает гигантского кальмара.
Пока отряд находился у Врат Мории, Боромир случайно потревожил водоём, бросив в него камень, после чего потревоженный Страж напал на Фродо, когда Братство уже собиралось войти в Морию. Он схватил Фродо своим длинным светящимся бледно-зелёным щупальцем. Сэмуайз Гэмджи отрубил щупальце своим мечом, но из воды показались двадцать других. Отряд ретировался внутрь Мории в тот момент, когда щупальца захлопнули гигантские каменные двери и с корнем вырвали деревья, росшие по обе стороны от входа. Двери были заблокированы, не оставив Братству другого выбора, кроме как пройти через шахты Мории и выйти на другой стороне через Ворота Азанулбизара.
Гэндальф заметил, что Страж схватил только Фродо, Хранителя Кольца. Фродо и Гэндальф не были уверены, было ли это только одно существо или несколько. Как прокомментировал Гэндальф, 

… что-то вылезло или было изгнано из тёмной воды под горами. В глубинах мира есть создания старше и злее орков.— Толкин Дж. Р. Р. Властелин Колец: Братство Кольца. — Книга II, глава 4 «Путь во тьме»

### Гваихир
Гваихи́р (синд. Gwaihir) — Повелитель Орлов, Друг Гэндальфа. Один из Гигантских Орлов. Наиболее известен тем, что прилетел к Гэндальфу из башни Ортханка, из плена Сарумана. Также Гваихир спас Гэндальфа после его битвы с балрогом в Мории. Гваихир и его брат Ландроваль (англ. Landroval) сопровождали Гэндальфа и унесли Сэма и Фродо с Ородруина в конце Войны Кольца.

Этимология имени: синд. Gwaihir — Князь ветров, Повелитель ветров.

### Драуглуин
Драуглуи́н (синд. Draugluin) — волк-оборотень (первый из когда-либо существовавших), прислужник Саурона в Первую Эпоху.
Выращенный среди волков и одержимый злым духом, посланным самим Морготом, Драуглуин был властелином всех оборотней Белерианда, включая Кархарота, и жил со своим хозяином, Сауроном, на Тол-ин-Гаурхот — бывшей наблюдательной башне Финрода Фелагунда.
Драуглуин был убит псом Хуаном во время Похода за Сильмариллом, его шкуру использовали Берен и Лютиэн для того, чтобы проникнуть в Ангбанд.
В переводе с синдарина — «синий волк». Более ранняя форма имени Драуглуина — Драуглир.

### Карк
Карк (англ. Carc) — разумный ворон, живший на Вороньей Скале под Одинокой Горой во дни короля Трора. Он и его жена свили гнездо над Караульной и стали такой «мудрой и знаменитой парой», что дали своё имя и скале, где они жили.

### Кархарот
Кархаро́т (синд. Carcharoth), он же Анфауглир — «сильнейший из волков», выведенный Морготом, опасавшимся Хуана и поставленный для охраны врат Ангбанда. Потомок (а возможно, сын) прародителя волколаков Средиземья Драуглуина. В переводе с синдарина Кархарот обозначает «алая глотка». Откусил руку Берена вместе с Сильмариллом, однако соприкосновение Камня с его внутренностями привело Кархарота в неистовое бешенство. Был убит Хуаном во время охоты на Кархарота в Дориате, но перед этим смертельно ранил как пса, так и Берена.

### Кошки королевы Берутиэль
Короле́ва Беру́тиэль (синд. Berúthiel) происходила от чёрных нуменорцев, из «внутреннего города», расположенного где-то к югу от Умбара. Её брак с Таранноном Фаластуром, двенадцатым королём Гондора и первым из Морских Королей, как говорили, был организован по политическим соображениям. Толкин описывает Берутиэль как «нечестивую, одинокую и лишённую любви»: в её браке с Фаластуром не было детей. В конце концов, Фаластур расстался с Берутиэлью и отправил её в ссылку, которую она отбывала в том же городе, откуда была родом.
Берутиэль стала известна из-за своих кошек, точнее — из-за их использования в качестве шпионов. Это обстоятельство было описано в «Неоконченных сказаниях»:

…у неё было девять чёрных кошек и одна белая, её рабыни, с которыми она разговаривала или читала их память, отправляя их для выведывания всех тёмных тайн Гондора… белая же кошка шпионила за чёрными и мучила их. Ни один человек в Гондоре не решался дотронуться до них, все их боялись и проклинали, когда те проходили мимо.— Толкин Дж. Р. Р. Неоконченные сказания: комментарий 7 к тексту The Istari («Маги»)
Возможно, из-за постоянных интриг королевы Фаластур и решил изгнать её. Её имя было стёрто из Книг Королей (но не из памяти людей), а Фаластур отправил её в море на корабле вместе с её кошками:

Корабль видели быстро плывущим мимо Умбара в свете неполной луны, одна кошка сидела на верхушке его мачты, а другая — на носу, напоминая резную фигуру.— Толкин Дж. Р. Р. Неоконченные сказания: комментарий 7 к тексту The Istari («Маги»)
Во «Властелине Колец» Арагорн упомянул кошек королевы Берутиэль как синоним способности видеть в темноте: 

(Гэндальф) скорее найдёт путь домой тёмной ночью, чем даже кошки королевы Берутиэль.— Толкин, Дж. Р. Р. Властелин Колец. Братство Кольца. — М.: Центрполиграф, 2003. — 544 с.: ил. — ISBN 5-9524-0266-6. (книга II, глава 4 «Путь во тьме»)
Это подразумевает, что ко времени Войны Кольца королева Берутиэль и её кошки давно стали народной легендой Гондора.

### Нахар
На́хар (кв. Nahar) — конь Вала Оромэ. Имя происходит от «Нэхэрра» (англ. Næχærra) на языке валарин. Именно ржание Нахара предупредило Оромэ о присутствии Квенди, когда он встретил их впервые, а свет от искр, вылетающих из-под его копыт, был первым светом в Валиноре после гибели Двух Древ.

### Роак
Ро́ак (англ. Roäc) — сын ворона Карка, родился в 2788 году Т. Э. В ходе похода на Эребор, организованного Торином II Дубощитом, Роак возглавил больших воронов Одинокой Горы, хотя говорилось о том, что 

…он терял зрение, летал с большим трудом, макушка его была лысой.— Толкин Дж. Р. Р. Хоббит, или Туда и обратно: глава 15 «Тучи собираются»
 С помощью Роака и его стаи отряд Торина получал новости и общался с Даином II Железностопом перед Битвой Пяти Воинств.

### Рохаллор
Рохалло́р (синд. Rochallor) — конь Финголфина, Верховного короля нолдор Средиземья. Рохаллор принёс короля к вратам Ангбанда, где отчаянный и бесстрашный Финголфин вызвал Моргота на поединок. Рохаллор оставался со своим хозяином на протяжении этого поединка, но затем был оттеснён волками. Он умер от разрыва сердца в Хитлуме вскоре после описанных событий.

### Сполох
Спо́лох (англ. Shadowfax, вариант перевода — Светоза́р или Тенегрив) — роханский конь, вожак королевского табуна меарас. Как и другие кони-меарас, Сполох — серый или серебристый жеребец, который мог понимать человеческую речь. Он практически бесстрашен. Сполох мог скакать быстрее любого другого коня Средиземья. Никто не мог ездить на нем, кроме Гэндальфа, и позже он был подарен Гэндальфу королём Теоденом. Сполох не терпел сбруи и седла и носил Гэндальфа по собственному выбору. Его имя (Shadowfax) означает «Тёмная грива» и происходит от имен коней Скинфакси (англ. Skinfaxi) и Хримфакси (англ. Hrímfaxi) в древнескандинавской мифологии. В сокращённом пересказе З. Бобырь назван другим именем — Быстрокрыл.
В неопубликованном эпилоге, а также в одном из писем Толкин утверждал, что Сполох ушёл на Запад, за море, вместе с Гэндальфом. Во «Властелине Колец» Гэндальф изображён вместе с «огромным серым конём» на пристани непосредственно перед отходом корабля, а ранее он обещал Сполоху (в главе «Белый всадник»), что не разлучится с ним более никогда в этом мире.

### Торондор
То́рондор (синд. Thorondor) — владыка орлов в Первую Эпоху, в «Сильмариллионе» назван «могущественнейшим из когда-либо существовавших птиц», имел размах крыльев в тридцать фатомов (54,9 м или 180 футов) и золотой клюв. Его имя переводится с синдарина как «король орлов», соответствующая форма на квенье — «Соронтур». Возглавлял орлов во время большинства их появлений в «Сильмариллионе», а также играл весьма значительную самостоятельную роль.
Торондор впервые появляется в повествовании, когда он помог эльфийскому князю Фингону спасти своего родича Маэдроса, сына Феанора, из плена на Тангородриме. После Дагор Браголлах он спас тело Финголфина от поругания его убийцей, Морготом, оставив Тёмному Владыке шрам на лице, и отнёс останки короля эльфов в Окружные горы, к северу от Гондолина, где они и были похоронены Тургоном. Вскоре после этого Торондор выследил Хурина и Хуора у подножия гор и послал двух своих слуг отнести их в Гондолин, выполняя тем самым намерения Вала Ульмо. Торондор и два других орла спасли Лютиэн и раненого Берена у врат Ангбанда во время их похода за Сильмариллом, отнеся их в Дориат.
Орёл Гваихир, Повелитель Ветров Третьей эпохи, являлся вместе со своим братом Ландровалом самыми крупными из потомков Торондора.

### Унголиант
Унго́лиант (кв. Ungoliant), также (в ранних редакциях «Сильмариллиона») — Унголиантэ (кв. Ungoliantё) — падший дух из числа Айнур, принявший в Эа обличье чудовищной паучихи. В «Сильмариллионе» она выступает как сообщница Мелькора в его мести Валар, убийца Двух Древ Валинора. Во время ссоры с Мелькором из-за сокровищ Валинора Унголиант попыталась задушить его своей паутиной, но была обращена в бегство балрогами, услышавшими крик ужаса Мелькора. Впоследствии скрывалась под Эред Горгорот (Горами Ужаса), в Нан Дунгортеб (Долине Ужасной Смерти), где произвела потомство от других тварей в образе пауков. Впоследствии ушла на юг мира, где ненасытный голод заставил её пожрать саму себя.
Среди потомков Унголиант «Властелин Колец» упоминает Шелоб.

### Фелароф
Фелароф (англ. Felaróf) — первый из меарас, укрощённый человеком, разумный конь, понимавший человеческую речь и имевший продолжительность жизни, сравнимую с человеческой.
Фелароф был диким жеребенком, пойманным Леодом (англ. Léod), отцом Эорла Юного и вождём Эотеода. Хотя никто не мог укротить Феларофа, Леод предпринял попытку взобраться ему на спину и погиб, сброшенный жеребцом на землю.
Эорл поклялся отомстить за отца, но, изловив коня, не стал его убивать, а обратился к нему как к человеку и повелел служить ему в качестве виры за смерть отца. Ко всеобщему удивлению, конь послушался Эорла и признал над собою его власть. Эорл назвал коня Феларофом (что значит «очень отважный, очень сильный» в англосаксонской поэтической лексике) и ездил на нём без узды и удил. Вместе они участвовали в битве на поле Келебранта. После смерти хозяина Фелароф был погребён в том же могильном кургане, что и сам Эорл.

### Хуан
Хуа́н (англ. Húan) — гигантский охотничий пёс, также известный как «Пёс Валинора». В «Сильмариллионе» Толкин описывает его размер как примерно соответствующий размеру небольшого коня. Изначально принадлежал Келегорму, сыну Феанора, которому был подарен Оромэ. Обладал разумом и трижды за свою жизнь говорил человеческим языком. Участвовал в походе Берена и Лютиэн за Сильмариллом, где неоднократно спасал их. Был смертельно ранен убитым им в схватке волком Кархаротом во время охоты на него, в которой участвовали Берен, Тингол, Белег Куталион и Маблунг.
Толкин писал, что Хуан был либо Майа в образе животного, либо обычным псом, которого Валар обучили человеческой речи.

### Шелоб
Шело́б (англ. Shelob) — «злое создание в форме паучихи», которое обитало в горном проходе над ущельем Кирит Унгол на границах Мордора. В ходе событий, описываемых во «Властелине Колец», она атаковала хранителя Кольца Фродо Бэггинса, который, ведомый Голлумом, вместе со своим слугой и товарищем Сэмом проходил через её логово (парализовав его укусом в шею на некоторое время), однако была тяжело ранена Сэмом (с помощью эльфийского меча Жала) и в итоге исчезла в глубинах своего пещерного логова. Толкин называл Шелоб «последним отпрыском Унголиант, тревожившим несчастный мир».